# Ilesha
Ilesha ist eine Stadt im nigerianischen Bundesstaat Osun und liegt im Südwesten von Nigeria. Einer Schätzung von 2007 zufolge hat sie 305.480 Einwohner. In der Agglomeration Ileshas leben ca. 647.500 Menschen.
Ilesha war Zentrum eines historischen Königreiches, das um 1500 gegründet wurde und neben Ilesha einige kleinere Städte umfasste. Der König von Ilesha trägt den Titel Owa Obokun. Owa ist seit 1982 Gabriel Adekunle Aromolaran II, der jedoch nur nominelle Macht hat. Der Sage nach wurde die Stadt von einem der 16 Söhne von Oduduwa, des Ahnvaters der Yoruba, gegründet. Damit ist sie wohl eine der ältesten Siedlungen der Yoruba.
Ilesha und seine Umgebung bilden zwei der 30 Local Government Areas (LGA) des Bundesstaates Osun, die zusammen eine Fläche von 134,40 km² haben. Bei der vorletzten Volkszählung 1991 hatten beide LGA 139.445 Einwohner und damit eine Bevölkerungsdichte von 1038 Einwohnern je km².

## Persönlichkeiten
- T. M. Aluko (1918–2010), Schriftsteller
- Orlando Julius (1943–2022), Musiker
- Oludamola Osayomi (* 1986), Leichtathletin